# Radia Bubriua
Radia Bubriua es una deportista argelina que compitió en judo. Ganó una medalla de plata en el Campeonato Africano de Judo de 2005, en la categoría de –63 kg.

## Palmarés internacional
| Campeonato Africano | Campeonato Africano          | Campeonato Africano | Campeonato Africano |
| Año                 | Lugar                        | Medalla             | Categoría           |
| ------------------- | ---------------------------- | ------------------- | ------------------- |
| 2005                | Puerto Elizabeth (Sudáfrica) | Medalla de plata    | –63 kg              |